# Rolls-Royce Spectre
A Rolls-Royce Spectre (kódnév: RR25) egy akkumulátoros elektromos, luxus személyautó, amelyet a brit Rolls-Royce Motor Cars gyárt 2023 óta. Ez az első elektromos autótípus, amelyet a Rolls-Royce gyárt.

## Profil

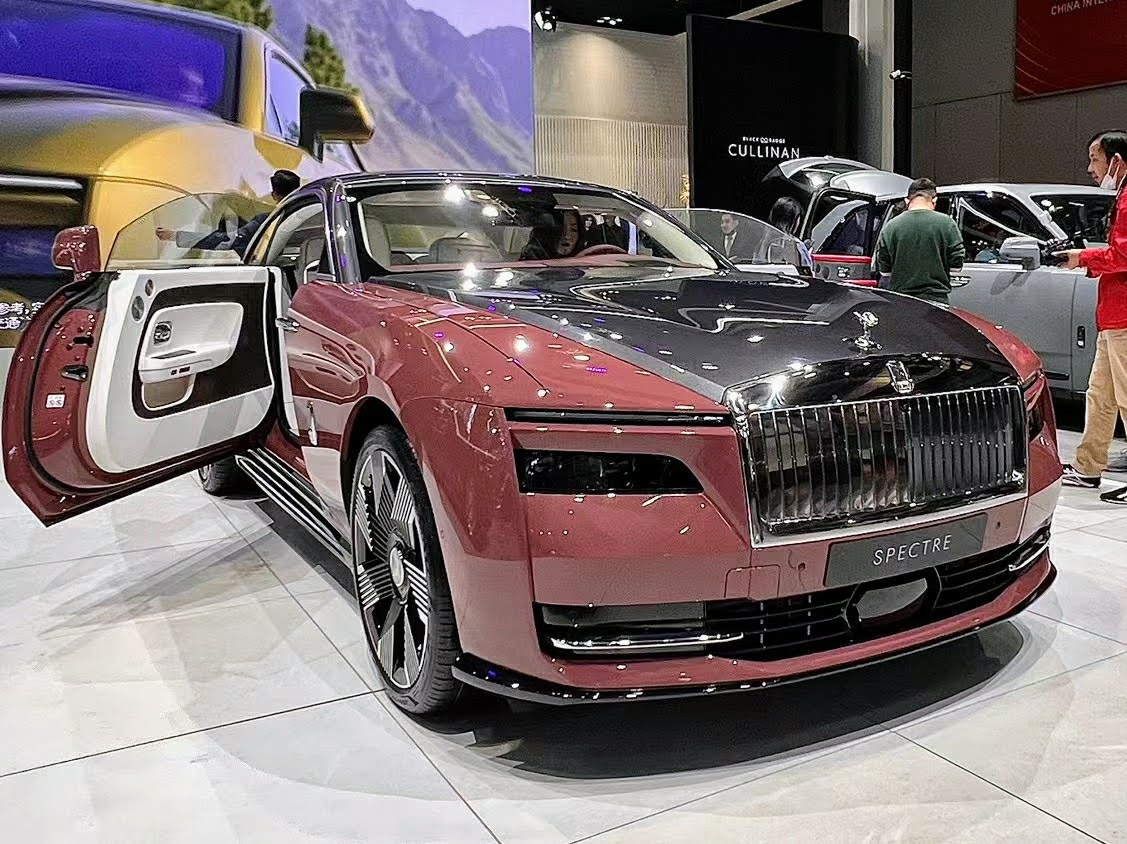
A menetirányban nyíló ajtó részlete

2021 szeptemberében a Rolls-Royce bejelentette az autót, ezzel hivatalossá téve a nevet, és megerősítve a közúti próbák megkezdését. 2022. október 18-án a márka néhány kép és műszaki adat közzétételével bemutatta az autót. A hivatalos bemutatóra a Sanghaji Autószalonon, 2023. április végén került sor. Az autó tervezése és fejlesztése négy évig tartott.
A Spectre a hagyományos Rolls-Royce nómenklatúrát alkalmazza, amely a mitológiai vagy természetfeletti alakokét követi.
A Spectre kialakítása a Rolls-Royce Wraith kupé kialakításán alapul, kétajtós karosszériával, beleértve a szélre nyíló ajtókat is. Az utastér belsejében mintegy 5000 LED-es tetőburkolat található.
Az autó ugyanarra a platformra épül, mint a Phantom és a Cullinan, speciálisan átalakítva és adaptálva az akkumulátorok és az elektromos motorok befogadására.

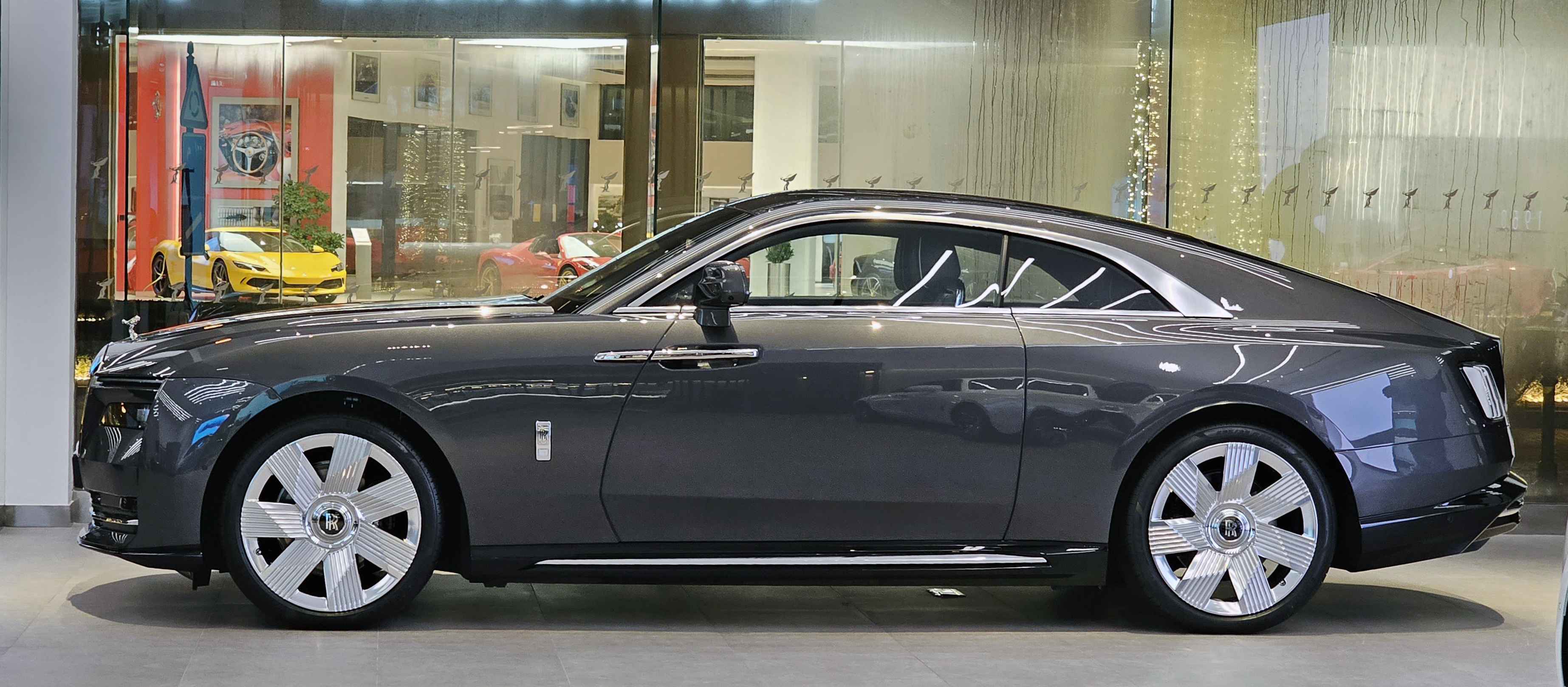
Oldalnézetből

Technikailag a Spectre átvesz néhány műszaki megoldást és mechanikai elemet a BMW i7-től. A négyüléses karosszéria teljes egészében alumíniumból készült, és a Phantom Coupéhoz hasonlóan nincs központi oszlop. A rozsdamentes acélból készült hűtőrács és az eleje 0,25-ös légellenállási együttható elérésére készült. A hűtőrács LED rendszerrel háttérvilágítással is megvilágítható.
A Spectre két, elöl 191 kW (260 LE), hátul 360 kW (490 LE) villanymotorját egy 102 kWh-s lítium-ion akkumulátor hajtja meg, amely egyben tartószerkezetként is működik. 11 kW-os váltóáramú aljzaton keresztül tölthető. Mindkét motor (elöl 365 Nm és hátul 710 Nm) teljes nyomatéka 900 Nm-re korlátozódik; az autó 4,5 másodperc alatt gyorsul fel álló helyzetből 100 km/órára, a végsebességét elektronikusan 250 km/órára korlátozzák.
A 23 colos kerekekkel felszerelt összeállítás a Rolls-Royce által belsőleg kifejlesztett felfüggesztési rendszerrel van felszerelve, amely képes leválasztani az egyes kerék kerékdőlésgátlóit, megakadályozva az autó kilengését egyenetlen felületen vagy terepen történő vezetés során, így biztosítva a nagyobb teljesítményt. kényelem. A rendszer képes kanyarodáskor újra csatlakoztatni a bukókereteket és merevíteni a lengéscsillapítókat. A kormány egy beépített kormányrendszerrel van felszerelve, amely elektrohidraulikus működtetőelemekből áll, amelyek néhány fokkal elforgatják a hátsó kerekeket, növelve a kanyarstabilitást nagy sebességnél, és csökkentve a fordulási sugarat alacsony sebességnél.

## Fordítás
Ez a szócikk részben vagy egészben  a   Rolls-Royce Spectre című olasz Wikipédia-szócikk ezen változatának fordításán alapul.  Az eredeti cikk szerkesztőit annak laptörténete sorolja fel. Ez a jelzés csupán a megfogalmazás eredetét és a szerzői jogokat jelzi, nem szolgál a cikkben szereplő információk forrásmegjelöléseként.